# 犹大支派
犹大支派来源于以色列人第三代部落首领雅各的第四子猶大，由利亚所生，后來由于长子流便因與父亲的婢女（妾）辟拉（她為雅各生下二子，亦即他的乳母）通姦，并試圖隱瞞，因而喪失長子命分。次子西缅和三子利未因其妹底拿被姦污而未經雅各的同意率領部族屠殺示劍平民，因而同樣喪失繼承長子名份的資格。
雅各的长子名分（繼承權）就由犹大继承。犹大因以自己和兒子的性命保證便雅憫不會受害而得到雅各的信任，而正因為他，约瑟才因此得以保存性命。（约瑟是雅各第二任太太拉結所生的長子，而拉結生前最受雅各寵幸，因此雅各最疼他，同時因而惹來諸兄嫉妒和密謀殺害，但犹大向諸兄弟建議把約瑟改為販賣作奴隸，而不用將他殺害）他後來在埃及也為便雅憫向約瑟求情。
后来由大卫王建立的長達四百五十多年的王朝就从犹大支派里来，而以色列的圣城首都耶路撒冷，大卫出生地伯利恒等也在犹大支派的地产里。
按照大衛的家谱，耶稣也是从此支派所出。而传说中的以色列之拯救者彌賽亞也出于这个支派。